# Only Friends
Only Friends (tiếng Thái: เพื่อนต้องห้าม; RTGS: Phuean Tong Ham; tạm dịch: Bạn cấm kỵ) là một bộ phim truyền hình Thái Lan phát sóng năm 2023 với sự tham gia của Kanaphan Puitrakul (First), Thanawat Rattanakitpaisan (Khaotung), Jiratchapong Srisang (Force), Kasidet Plookphol (Book), Trai Nimtawat (Neo) và Pakin Kuna-anuvit (Mark).
Bộ phim được đạo diễn bởi Tichakorn Phukhaotong và sản xuất bởi GMMTV cùng với Hard Feeling Film. Đây là một trong 19 dự án phim truyền hình cho năm 2023 được GMMTV giới thiệu trong sự kiện "GMMTV 2023 Diversely Yours," vào ngày 22 tháng 11 năm 2022. Bộ phim được phát sóng vào lúc 20:30 (ICT), thứ Bảy trên GMM 25, bắt đầu từ ngày 12 tháng 8 năm 2023. Bộ phim kết thúc vào ngày 28 tháng 10 năm 2023.

## Diễn viên

### Diễn viên chính
- Kanaphan Puitrakul (First) vai Sand
- Thanawat Ratanakitpaisan (Khaotung) vai Ray
- Jiratchapong Srisang (Force) vai Top
- Kasidet Plookphol (Book) vai Mew
- Trai Nimtawat (Neo) vai Boston
- Pakin Kuna-anuvit (Mark) vai Nick

### Diễn viên phụ
- Bhasidi Petchsutee (Lookjun) vai Namchueam
- Pitchaporn Kirdpan (Nonnie) vai April
- Jennie Panhan vai Yo
- Teeradej Vitheepanich (Tee) vai Plug
- Kirati Puangmalee (Title) vai Atom

### Khách mời
- Sattabut Laedeke (Drake) vai Gap (Tập 1, 6, 7)
- Yanisa Sermsatanaswat (Jenny) vai Amm (Tập 2)
- Nattakrit Wachiraboonserm (Jack) vai Beam (Tập 3)
- Chanidapa Sommitthanakul (Nile) vai Summer (Tập 5)
- JEKD (Tập 5)
- Kankanueng Netsrithong Damrongsakul (Meen) vai mẹ của Sand (Tập 5, 6)
- Gandhi Wasuwitchayagit vai bố của Boston (Tập 6, 7)
- Saifah Tanthana vai bố của Ray (Tập 7, 10)
- Phromphiriya Thongputtaruk (Papang) vai Dan (Tập 8, 9, 11)
- Tanutchai Wijitwongthong (Mond) vai Kittipon (Tập 9, 10, 11, 12)
- Pitsupee Ployninpet (Tae) vai mẹ của Mew (Tập 9, 11)
- Waranya Waewsawat (Book) vai mẹ của Mew (Tập 9, 11)
- Tanawat Singneo (Max) vai Sun (bố của Sand) (Tập 10, 11)

## Nhạc phim
| Tên bài hát                                   | Thể hiện                             | Ref.  |
| --------------------------------------------- | ------------------------------------ | ----- |
| เอาเลยมั้ย (Let's Try) (Ao Loei Mai)            | Thanawat Rattanakitpaisan (Khaotung) | [ 4 ] |
| รัก...แล้วได้อะไร (So What?) (Rak Laeo Dai Arai) | Arun Asawasuebsakul (Ford)           | [ 5 ] |

## Sản xuất
Ban đầu, vai diễn Namchueam sẽ do Kanyarat Ruangrung (Piploy) thủ vai theo thông báo tại buổi họp báo GMMTV 2023 Diversely Yours,. Tuy nhiên, vào ngày 14 tháng 6 năm 2023, GMMTV đưa ra thông báo thay đổi diễn viên thành Bhasidi Petchsutee (Lookjun) do lịch trình bận rộn của các diễn viên.

## Giải thưởng và đề cử
| Năm  | Giải thưởng                 | Hạng mục                                                         | Đề cử cho                 | Kết quả      | Nguồn             |
| ---- | --------------------------- | ---------------------------------------------------------------- | ------------------------- | ------------ | ----------------- |
| 2023 | Giải thưởng Y Universe      | Series nổi bật                                                   | Only Friends              | Đề cử        | [ 7 ] [ 8 ] [ 9 ] |
| 2023 | Giải thưởng Y Universe      | Nam diễn viên chính xuất sắc nhất                                | Thanawat Rattanakitpaisan | Đề cử        | [ 7 ] [ 8 ] [ 9 ] |
| 2023 | Giải thưởng Y Universe      | Nam diễn viên phụ xuất sắc nhất                                  | Trai Nimtawat             | Đề cử        | [ 7 ] [ 8 ] [ 9 ] |
| 2023 | Giải thưởng Y Universe      | Nam diễn viên phụ xuất sắc nhất                                  | Pakin Kuna-anuvit         | Đề cử        | [ 7 ] [ 8 ] [ 9 ] |
| 2023 | Giải thưởng Y Universe      | Đạo diễn xuất sắc nhất                                           | Pinya Chookamsri          | Đề cử        | [ 7 ] [ 8 ] [ 9 ] |
| 2023 | Giải thưởng Y Universe      | Đạo diễn xuất sắc nhất                                           | Tichakorn Phukhaotong     | Đề cử        | [ 7 ] [ 8 ] [ 9 ] |
| 2023 | Giải thưởng Y Universe      | Kịch bản xuất sắc nhất                                           | Only Friends              | Đề cử        | [ 7 ] [ 8 ] [ 9 ] |
| 2023 | Giải thưởng Y Universe      | Ca khúc chủ đề xuất sắc nhất                                     | Thanawat Rattanakitpaisan | Đề cử        | [ 7 ] [ 8 ] [ 9 ] |
| 2023 | Giải thưởng Y Universe      | Phương tiện truyền hình phản ánh xã hội nổi bật                  | Only Friends              | Đề cử        | [ 7 ] [ 8 ] [ 9 ] |
| 2024 | Giải thưởng Kazz            | Series của năm                                                   | Only Friends              | Chưa công bố | [ 10 ]            |
| 2024 | Giải thưởng HiBL!           | Series xuất sắc nhất                                             | Only Friends              | Đoạt giải    | [ 11 ]            |
| 2024 | Giải thưởng HiBL!           | Diễn viên xuất sắc nhất                                          | Thanawat Rattanakitpaisan | Đoạt giải    | [ 11 ]            |
| 2024 | Giải thưởng HiBL!           | Cặp đôi xuất sắc nhất                                            | First & Khaotung          | Đoạt giải    | [ 11 ]            |
| 2024 | Giải thưởng HiBL!           | OST xuất sắc nhất                                                | Thanawat Rattanakitpaisan | Đoạt giải    | [ 11 ]            |
| 2024 | Giải thưởng Xã hội Thái Lan | Hiệu suất nội dung tốt nhất trên phương tiện truyền thông xã hội | Only Friends              | Chưa công bố | [ 12 ]            |

## Giao lưu
| Năm  | Tên                                | Ngày              | Địa điểm                                         | Quốc gia/Vùng lãnh thổ | Nguồn         |
| ---- | ---------------------------------- | ----------------- | ------------------------------------------------ | ---------------------- | ------------- |
| 2023 | Only Friends Final EP. Fan Meeting | 28 tháng 10, 2023 | Nhà hát lớn Hoàng gia Siam Pavalai, Siam Paragon | Thái Lan               | [ 13 ] [ 14 ] |
| 2023 | Only Friends Fan Meeting in Japan  | 9 tháng 12, 2023  | Hội trường Saitama                               | Nhật Bản               | [ 15 ]        |
| 2024 | Only Friends Fan Meeting in Taipei | 7 tháng 4, 2024   | Trung tâm thể thao NTU                           | Đài Loan               | [ 16 ] [ 17 ] |